# Sonets de Shakespeare
Els Sonets de Shakespeare és una col·lecció de poemes en forma de sonet escrits per William Shakespeare en què, a partir del tema central de l'amor, se n'hi tracten d'altres com la bellesa, la política i la mortalitat. Segons alguns crítics, són el cim més reeixit de l'obra de Shakespeare.
Els sonets de Shakespeare han causat una fascinació inacabable vers la biografia de l'autor, perquè sembla que és l'únic treball en què el poeta parla amb veu pròpia. No menyspreïs el sonet, va escriure el poeta William Wordsworth uns segles més tard: Amb aquesta clau, Shakespeare va obrir el seu cor. Els sonets es consideren l'obra en què la relació entre la seva creació literària i la seva biografia és més estreta. Segons Bate i Rasmussen, però, no hi ha raons intrínseques per les quals un sonet —una forma poètica altament artificiosa— no fos una actuació dramàtica tal com eren les obres teatrals. Es podria argumentar perfectament que per a un poeta isabelí (de l'època del regnat d'Elisabet I) crear a correcuita una sèrie de sonets era una mena d'exercici, una prova de traça artística comparable al treball d'un compositor que escriu un grapat de variacions sobre un tema musical. Si Shakespeare va poder imaginar Hamlet, Romeu i Viola, bé hauria pogut també inventar la trama i els personatges dels sonets. Robert Browning, que coneixia millor els hàbits i les convencions del Renaixement, l'art de la persona poètica i de jugar a adoptar un paper, va respondre a Wordsworth: «Si ho va fer [obrir-nos el cor], no es va comportar com Shakespeare!». Segons Bate i Rasmussen, potser és millor llegir-los com a assajos de l'art de Shakespeare, demostracions de la seva aparent facilitat verbal.

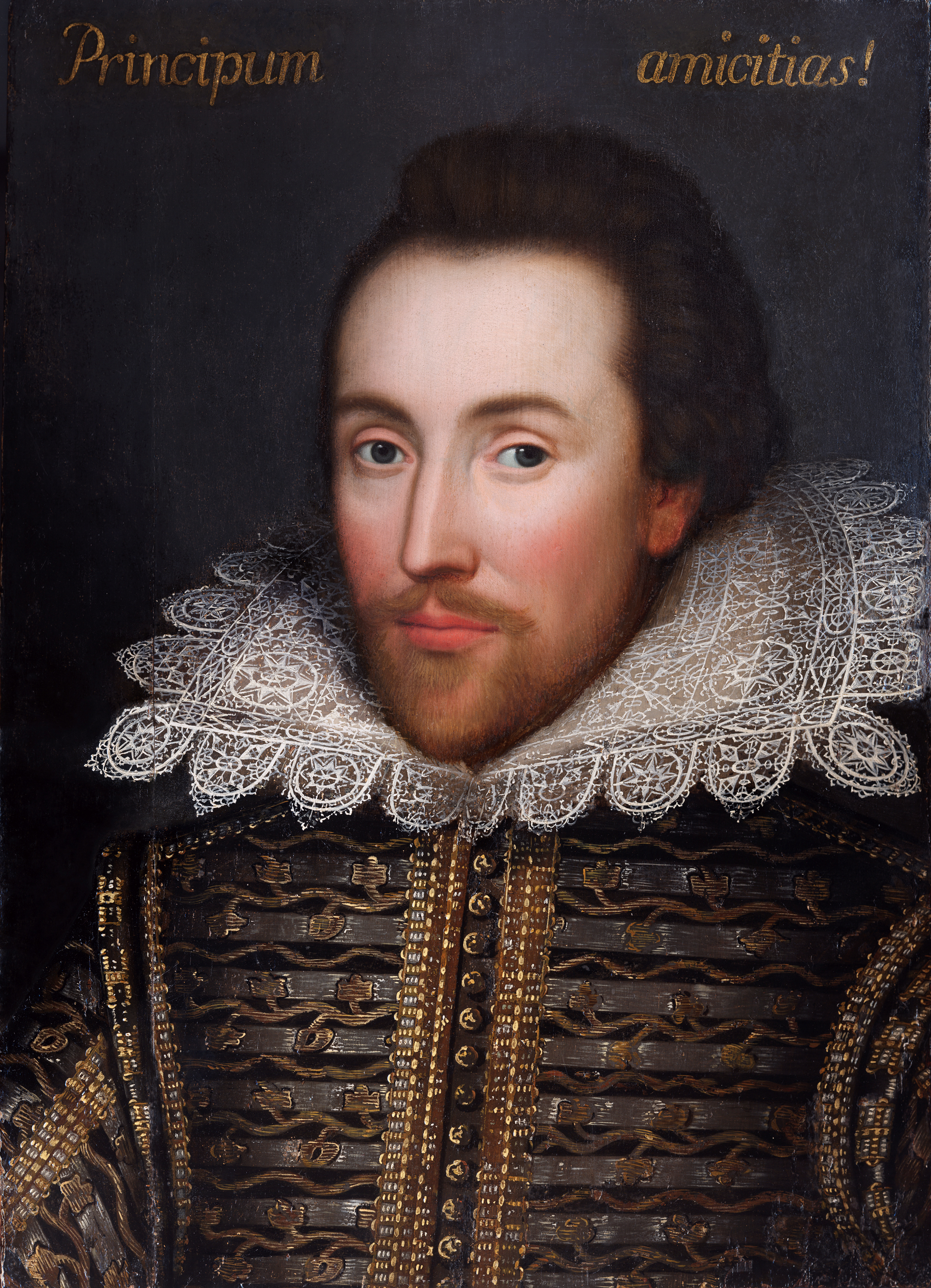
El poeta i dramaturg William Shakespeare, en l'únic retrat considerat autèntic, el Comb.

No se sap quan foren escrits exactament, tot i que estudis estilístics seriosos els fan coetanis a les obres dramàtiques Ricard II, Somni d'una nit d'estiu i Romeu i Julieta, per exemple; per tant, deuen datar d'entre 1594 i 1596. Tots els 154 poemes van aparèixer en una col·lecció el 1609 (vegeu-ne portada a la dreta), que n'incloïa 152 d'inèdits i dos (els números 138 i 144) que prèviament havien estat publicats en una miscel·lània el 1599 intitulada The Passionate Pilgrim.
Van ser impresos en condicions que no són clares per a la historiografia. Encara que els treballs foren escrits per Shakespeare, no se sap si l'editor —Thoma Thorpe— usà un manuscrit autoritzat. A més, hi ha una misteriosa dedicatòria a l'inici del text en què un tal Mr. W. H. és descrit per l'editor com l'únic inspirador [o creador] dels poemes, però no se sap a qui es refereix o si és una errada d'impressió per W.S (William Shakespeare).
Shakespeare no va gaudir-ne el reconeixement en el seu temps. L'escriptura de sonets a Anglaterra va estar molt de moda durant un breu lapse, que s'inicià amb Astrophil and Stella (1591) de Philip Sidney, però cap al 1609 ja era una forma força passada de moda, la qual cosa indubtablement ajuda a explicar per què el volum de Shakespeare no va tenir èxit. Encara que els seus dos poemes llargs (Venus i Adonis i El Rapte de Lucrècia) s'havien venut bé, els sonets sembla que comparativament van passar sense gaire ressò, i només van ser reimpresos un cop en el segle de la seva impressió.
Els primers 17 sonets estan escrits a un home jove, en els quals se l'anima a casar-se i tenir descendència, per tal de traspassar la seva bellesa a la generació següent. Són els anomenats sonets de la procreació (procreation sonnets). La majoria, tanmateix, (del 18 al 126), van adreçats a un home jove i s'hi expressa l'amor que sent el poeta. Els sonets 127 al 152 són escrits a una estimada del poeta, i expressen el gran amor que sent per ella. Els dos sonets finals, els 153 i 154, són al·legòrics; no queda clar que estiguin dedicats a ningú. Finalment, els últims 30 tracten alhora sobre una diversitat de temes, tals com la infidelitat de l'home jove cap a l'estimada del poeta, la decisió de controlar la pròpia luxúria, crítiques al món, etc.
En resum, el poemari s'ha classificat tradicionalment en dos grans blocs: els dedicats a un jove (de l'1 al 126) i els dedicats a una dama (del 126 al final).

## La inscripció a Mr. W. H.

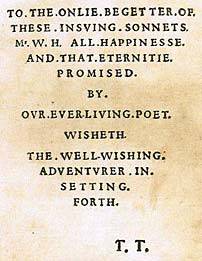
Dedicatòria dels sonets.

L'única edició dels sonets publicats en vida de Shakespeare, el Quarto del 1609, és dedicat a un tal Mr. W. H. (vegeu marge dret):
| « | A.L'ÚNIC.ENGEDRADOR.[o creador].DELS. SEGÜENTS.SONETS., Mr.W.H.TOTA.LA.FELICITAT. I.L'ETERNITAT. PROMESES. PEL. NOSTRE.IMMORTAL.POETA. LI.DESITJA. EL.BEN.INTENCIONAT. EMPRENEDOR.EN. EL.SEU.PROJECTE T.T. | » |

La realitat, identitat i edat d'aquesta persona roman com a misteri i ha causat moltes especulacions, que accepten generalment que T. T. són les inicials de l'editor, Thomas Thorpe. No se sap certament si Thorpe, Shakespeare o un altre editor qui van escriure-la. Mr. no és tractament d'aristòcrata, o sia que és possible que simplement W. H. sia un error d'impressió per W. S. i que aquesta sia la dedicatòria de l'editor a l'autor. Les lletres majúscules i els punts que segueixen cada paraula probablement intentaven imitar l'escriptura de l'antiga Roma, a més de donar l'efecte d'eternitat i magnitud als poemes. Als poemes, Shakespeare sovint declara que els sonets sobreviuran les coses terrenals com els monuments de pedra i les inscripcions. El sonet 55 diu, per exemple:
Ni el marbre ni tampoc els monuments daurats
dels prínceps sobreviuran a aquesta poderosa rima,
El sonet 126 està adreçat a un jove (sovint anomenat el jove ros). Molt comentat, hi ha dues branques de teories sobre la identitat d'aquest destinatari: els qui creuen que és un sol jove al llarg de tota la sèrie, i els qui asseguren que es tracta de dues o més persones diferents.

## La qüestió de l'autoria
Sobre si Shakespeare va ser realment l'autor d'aquest sonets, el poeta W. H. Auden comenta que la biografia d'un artista no pot ajudar a entendre'n l'obra. Opina que la relació entre la vida d'un artista i la seva obra o bé és massa evident o bé massa complicada per dilucidar-la. Posa l'exemple següent: 
| «                                                         | És del tot evident que l'amor de Catul per Lèsbia va ser l'experiència que va inspirar els seus poemes d'amor, de manera que si l'un o l'altre haguessin tingut un caràcter diferent, els poemes haurien estat diferents; però per més recerca que fem sobre les vides, mai no podrem saber per què Catul va escriure els poemes que va escriure (i no un nombre infinit d'altres que hauria pogut escriure igualment) ni per què els que va escriure són bons […] Fins i tot si poguéssim preguntar a un poeta quina és la relació entre un poema seu i els esdeveniments que el van causar, segur que no ens podria donar cap resposta satisfactòria, perquè fins i tot el poema més ocasional, en el sentit que Goethe donava al terme, implica no tan sols l'ocasió, sinó l'experiència de tota la vida del poeta, i ni ell mateix no pot ser capaç d'identificar tots els elements que hi ha contribuït. | » |
| — Signet Classics, New American Library, Nova York, 1964. | |   |

Des d'aquest punt de vista serien estèrils tant l'afany per l'esbrinar més coses sobre el Shakespeare home com discutir-ne l'autoria dels poemes. Per al poeta i traductor Salvador Oliva…
Saber poc de la biografia de Shakespeare, doncs, no és res que ens impedeixi llegir-lo bé. Al contrari: és un estímul a llegir-lo millor, a donar tota la importància al text.

## La forma: el sonet isabelí

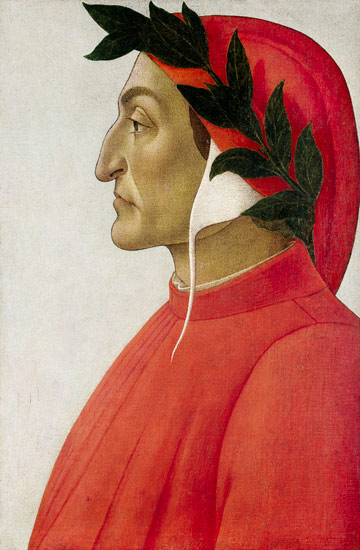
L'estilnovista Dante (1265-1321) ja experimentà amb el sonet.

La invenció del sonet s'atribueix al poeta sicilià Jacopo o Giacomo da Lentini, notari de l'emperador Frederic II del Sacre Imperi Romanogermànic en el segle xiii. Els sonets de Lentini utilitzen sirventesos (ABAB) en lloc de quartets (ABBA), mentre que els sis últims versos es distribuïen bé en la forma CDECDE o bé CDCDCD.
L'origen de l'estructura mètrica encara és discutit i es donen com a possibles dues hipòtesis: la que postula que prové de la unió de dues octaves que han perdut els dos últims versos; i la més probable, que pretén que prové d'aïllar una estança de cançó siciliana. Segons aquesta última hipòtesi, els sirventesos constituirien el front de dos peus i els tercets la cua de dues voltes.
De Sicília, el sonet passà a la Itàlia central, on fou també cultivat pels poetes del dolce stil nuovo: Guido Guinizzelli (1240-1276), Dante Alighieri (1265-1321), Guido Cavalcanti (1259-1300), i Cino da Pistoia, entre d'altres, qui usaven ja els dos quartets i els dos tercets, aquests últims amb una estructura variable. Al segle xiv són molt importants els sonets amorosos de l'esmentat Dante Alighieri —autor de la Divina Comèdia— dedicats a la seva estimada Beatrice Portinari, i recollits en el llibre Vita Nuova.
Però el sonetista més influent de la centúria se sens dubte el poeta d'Arezzo, Francesco Petrarca (1304-1374), al Cançoner del qual (Canzoniere), dedicat a l'estimada Laura, el sonet es revela com l'estructura més escaient per a l'expressió del sentiment amorós. És a través de la influència de Francesco Petrarca que el sonet s'estén per la resta de literatures europees.
L'introductor del sonet a Anglaterra fou Thomas Wyatt (1503-1542), traductor de Petrarca i autor d'una trentena de sonets propis. Henry Howard, comte de Surrey, inicià la transformació de l'estructura tradicional del sonet, heretada de Petrarca, preparant l'aparició de l'anomenat sonet anglès o isabelí, el màxim representant del qual serà William Shakespeare.
A diferència del sonet petrarquià, de dos quartets i dos tercets,
| Voi ch'ascoltate in rime sparse il suono di quei sospiri ond'io nudriva 'l core in sul mio primo giovenile errore quand'era in parte altr'uom da quel ch'i' sono, del vario stile in ch'io piango et ragiono fra le vane speranze e 'l van dolore, ove sia chi per prova intenda amore, spero trobar pietà, nonché perdono. Ma ben veggio or sí come al popol tutto favola fui gran tempo, onde sovente di me mesdesmo meco mi vergogno; et del mio vaneggiar vergogna è 'l frutto, e 'l pentersi, e 'l conoscer chiaramente che quanto piace al mondo è breve sogno, | A B A C D C E F G E F G |

Shakespeare distribueix els 14 versos de forma diferent: els sonets estan majoritàriament construïts per tres estrofes de quatre versos (anomenats quartets) i un apariat final en pentàmetres iàmbics (un metre força usat a les obres dramàtiques d'en Shakespeare) amb l'esquema de rima ABAB / CDCD / EFEF / GG (una forma avui també coneguda com a sonet shakesperià):
| Sonet I From fairest creatures we desire increase, That thereby beauty's rose might never die, But as the riper should by time decease, His tender heir might bear his memory: But thou contracted to thine own bright eyes, Feed'st thy light's flame with self-substantial fuel, Making a famine where abundance lies, Thy self thy foe, to thy sweet self too cruel. Thou that art now the world's fresh ornament, And only herald to the gaudy spring, Within thine own bud buriest thy content, And, tender churl, mak'st waste in niggarding. Pity the world, or else this glutton be, To eat the world's due, by the grave and thee. | A B A B C D C D E F E F G |

Les úniques excepcions són els sonets 99, 126 i 145. El número 99 té 15 versos; el número 126 consisteix en sis rodolins; el 145 està escrit en tetràmetres iàmbics, no pas en pentàmetres. Sovint, l'inici del tercer quartet marca la tornada, o la línia en la qual es revela l'estat d'ànim del poema, i el poeta expressa una revelació o una epifania.
En Dídac Pujol assenyala encara algunes diferències estructurals i argumentals entre el model italià i l'anglès de sonet: 
[…] Mentre que en el sonet petrarquista hi sol haver una afirmació en els dos quartets i una contraafirmació en els dos tercets, en el sonet shakespearià s'expressa una idea diferent en cadascun dels tres quartets i s'acaba amb un apariat final amb funció de resum o bé amb funció epigramàtica.

## El tema: l'amor
Sobre el tema central dels sonets, el reconegut crític canadenc Northrop Frye explica: 
| «                                | […] A l'època de Shakespeare l'amor tenia diversos rituals força enrevessats. A començaments de l'edat mitjana, havia evolucionat un culte anomenat amor cortès, que se centrava en una curiosa etiqueta que es va convertir en una mena de paròdia de l'experiència cristiana. Posem per cas un home que viu fent la seva i congratulant-se per no haver caigut a la trampa de les aventures amoroses quan, de sobte, el déu de l'amor, Eros o Cupido, contrariat perquè l'han deixat de banda, l'obliga a enamorar-se d'una dona. L'enamorament és involuntari i instantani, no més romàntic, en el sentit habitual, que rebre l'impacte d'una bala. Mai no és gradual: Qui ha estimat mai/ si mai no ha estimat / a primera vista? diu Marlow en una frase que Shakespeare cita a Al vostre gust. Des d'aquell instant, l'enamorat és esclau del déu de l'amor, la voluntat del qual és encarnada per la seva estimada, i per això farà tot el que ella vulgui. Aquest culte de l'amor no estava originàriament vinculat al matrimoni. El matrimoni era una relació en què l'home tenia tota l'autoritat efectiva, fins i tot en cas que la seva esposa fos (com solia passar) de la mateixa categoria social. Pel que fa a l'amor cortès, el paper convencional de l'enamorada consistia a ser orgullosa, altiva i cruel, i a repel·lir totes les insinuacions de l'enamorat. La frustració consegüent duia l'enamorat a la poesia, i el tema central de la poesia era la crueltat de l'enamorada i la desesperació i les súpliques de l'enamorat. És un bon exemple de psicologia que l'impuls creatiu d'escriure poesia pugui sorgir de la frustració sexual, i els poetes elisabetians, quasi d'una manera invariable, estaven o feien veure que estaven submergits en un amor infeliç i que escrivien per aquesta raó. Al segle xiii hi ha l'exemple de Dante, la vida del qual va canviar per complet quan va veure Beatrice a casa del seu pare quan ell tenia nou anys. Li va consagrar la resta de la seva vida, i això que ell va viure molts més anys. Però no va tenir cap relació futura amb Beatrice, i no cal dir cap de sexual, i la seva devoció per ella no va tenir res a veure amb el fet que ell es casés amb algú altre o que fos pare de quatre fills. El poeta que li va succeir va ser Petrarca, i la seva enamorada, que també estava fora del seu abast, va ser Laura, i va ser precisament Petrarca qui va popularitzar la convenció a l'Anglaterra del segle xvi. A la dècada de 1590 [sic.], quan la moda es trobava en apogeu, es van escriure infinitat de sonets que miraven d'imitar Petrarca. Durant l'època de Shakespeare, s'havia convertit en una convenció més aviat de classe mitjana, estava molt més lligada a la consecució del matrimoni i s'exploraven més a fons els aspectes sexuals més coneguts de les relacions. | » |
| — Introducció a Romeu i Julieta. | |   |

## Personatges
Els lectors del sonets actualment es refereixen a aquests personatges com al Jove Ros (Fair Young), el Poeta Rival (Rival Poet)i la Senyora Fosca (Dark Lady) El narrador expressa admiració per la bellesa del Jove Ros, i més tard té una relació amb la Senyora Fosca. No se sap si els poemes i els seus personatges són ficcionals o autobiogràfics. Si són biogràfics, el tema de les identitats està obert a debat. Diversos estudiosos han intentat identificar els personatges amb figures històriques. Finalment, un altre cop l'Auden opinava...
Encara que em sembla una ximpleria passar gaire temps en conjectures que no poden ser provades com a verdaderes o falses, del que realment faig objecció és de la il·lusió que, si mai fossin reeixides, si mai la identitat de l'Amic, la Dama Fosca, el Poeta Rival, etc., poguessin ser establertes sens dubte, això pogués millorar ni un xic la nostra comprensió dels sonets.

### El Jove Ros

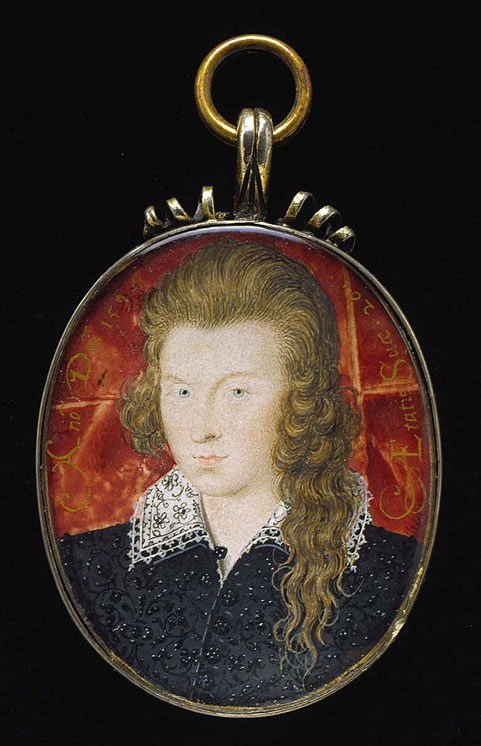
Henry Wriothesley, 3r comte de Southampton a 21 anys. Mecenes de Shakespeare, i un dels candidats a ser el Jove Ros dels sonets.

El Jove Ros (Fair Youth) és l'innominat jove a qui van adreçats els poemes 1 al 126. El poeta escriu sobre un jove en un llenguatge romàntic i amorós, un fet que ha portat comentaristes a suggerir l'existència d'una relació homosexual, mentre d'altres hi veuen un amor platònic. Dotzenes de poetes isabelins masculins van escriure sèries de sonets, però només Shakespeare i Richard Barnfield van adreçar els seus poemes explícitament a un home. Malgrat el comportament de l'aleshores ja rei Jaume a la cort, l'homosexualitat no era una activitat permesa a l'Anglaterra estuarda, i la sodomia encara era tècnicament un delicte capital (encara que la raresa dels processos suggereixen que era bastant tolerada). Barnfield va escriure en l'explícita homoeròtica tradició pastoral de l'antiga Grècia, mentre que la seqüència de Shakespeare emfatitzava els aspectes espirituals de l'amor d'un poeta pel fair youth.
Els únics poemes de la col·lecció on Shakespeare és realment al llit amb un amant estan dirigits a la Dark Lady. La cosa (one thing) de l'home jove, amb què ha estat marcat (pricked out) per la natura, és, segons diu al sonet [20], una cosa que no li ha servit de res (to my purpose nothing) —encara que és força ambigu, ja que podria significar que no està immers en una relació física, o que la cosa (que pot ser una referència al membre) li serveix de la mateixa manera que el no-res (la vagina) de la dona. Presos en conjunt, els sonets associen el desig heterosexual amb la consumació i el fàstic, i l'atracció homoeròtica amb l'espiritualitat i la intensitat que deriva en gran manera de la impossibilitat de la consumació. En comptes d'intentar inferir la sexualitat de Shakespeare a partir d'aquesta dualitat, podria ser millor llegir l'oposició entre la Dark Lady i el Fair Youth com a artifici dramàtic: un personatge representa el desig en la seva manifestació sexual; l'altre, en la seva idealització i espiritualitat.
Els primers poemes de la col·lecció no impliquen una relació propera; en comptes d'això, s'hi canten els beneficis del matrimoni i la descendència.
Sonet II
Quan t'hagin assetjat quaranta hiverns el front
i hagin fet solcs al camp de la teva bellesa,
la teva joventut, que ara és l'orgull del món,
serà un vestit emparracat sense finesa.

Després, quan et preguntin pels teus encants passats,
per tot aquell tresor dels dies de puixança,
respondre que reposen als teus ulls enfonsats
seria una vegonya i una vana alabança.

Tindries més lloances, si usessis la bellesa;
podries dir :«Aquest fill meu angelical
compensarà el balanç dels anys de maduresa»;
i així demostraries que ell és el teu igual.

Això seria com tornar-te nou, sent vell,
sentint com se t'escalfa la sang sota la pell.
© Els sonets de Shakespeare, William Shakespeare, traducció de Salvador Oliva, Editorial Empúries, Barcelona, 2002)

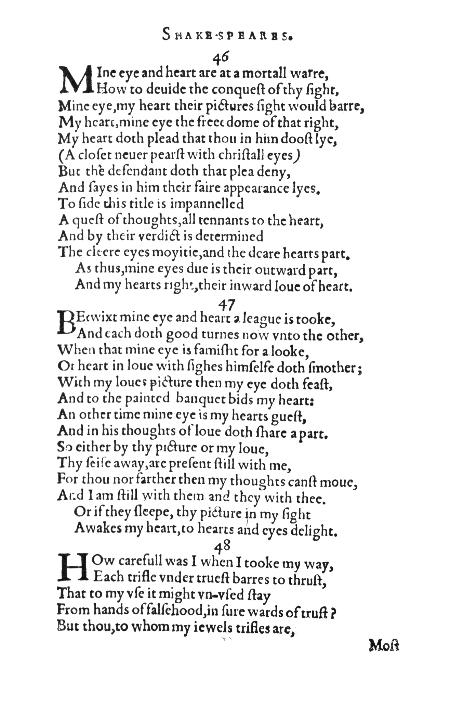
Facsímil de la primera edició dels sonets.

Amb el famós sonet 18 (Shall I compare thee to a summers's day) el to canvia dramàticament cap a una intimitat de tipus romàntic.
Sonet XVIII
¿Et comparo amb un dia del temps primaveral?
En tu hi ha més bellesa i més comportament:
els bells capolls del maig sovint sacseja el vent,
i a tota primavera li arriba el seu final.

Massa ardent, de vegades, fulgura l'ull del cel
i sovint el seu rostre daurat empal·lideix,
i tot allò que és bell, del bell se n'evadeix
o per l'atzar o bé pel curs del temps cruel.

Però la teva primavera durarà,
guardarà la bellesa com una recompensa,
i detenir-te en l'ombra la mort no es vanarà
quan en versos eterns el temps tu pugis vèncer,

mentre els homes respirin i els ulls puguin mirar,
mentre els meus versos visquin i et puguin recrear.
© Els sonets de Shakespeare, William Shakespeare, traducció de Salvador Oliva, Editorial Empúries, Barcelona, 2002)
Al sonet 20 s'hi esmenta explícitament que la persona estimada és de sexe masculí.
Sonnet XX
A woman's face with nature's own hand painted
Hast thou, the master mistress of my passion;
A woman's gentle heart, but not acquainted
With shifting change, as is false women's fashion:

An eye more bright than theirs, less false in rolling,
Gilding the object whereupon it gazeth;
A man in hue all 'hues' in his controlling,
Which steals men's eyes and women's souls amazeth.

And for a woman wert thou first created;
Till Nature, as she wrought thee, fell a-doting,
And by addition me of thee defeated,
By adding one thing to my purpose nothing.

But since she prick'd thee out for women's pleasure,
Mine be thy love and thy love's use their treasure.
La majoria dels sonets següents descriuen alts i baixos de la relació, culminant amb un afer entre el Poeta i la Dark Lady. La relació sembla acabar-se quan el Jove sucumbeix als encants de la Dark Lady.
Sonet XLI
Aquestes malifetes, fruit de la llibertat,
de tant en tant comeses quan del teu cor sóc lluny,
escauen als teus anys i a la teva beutat
perquè allà on vas la temptació també s'hi esmuny.

Ets gentil i, per tant, t'hauran d'aconseguir;
ets bonic i, per tant, hauràs de ser assetjat.
I quan la dona assetja, ¿quin home pot sofrir
separar-se'n abans d'haver-se-la guanyat?

Ai! Bé hauries pogut respectar el meu domini,
i castigar la bellesa i joventut com cal,
que fan que el teu llibertinatge s'amotini
i t'obliguen a ser doblement deslleial:

a ella, a qui la teva bellesa l'ha temptat;
a tu, perquè la teva bellesa m'ha enganyat.
(© Els sonets de Shakespeare, William Shakespeare, traducció de Salvador Oliva, Editorial Empúries, Barcelona, 2002)
S'ha intentat força cops de trobar la identitat de l'Amic. El més suggerit ha estat un dels patrons de Shakespeare, Henry Wriothesley, tercer comte de Southampton. Encara que l'últim patró, William Herbert, tercer comte de Pembroke, ha esdevingut recentment popular. Totes dues propostes tenen molt a veure amb la dedicació a Mr. W. H., l'únic destinatari d'aquests següents sonets: les inicials es podrien aplicar a tots dos comtes. Tanmateix, mentre el llenguatge de Shakespeare sovint sembla implicar que amics és d'un estatus social més alt al seu, aquest podria no ser el cas. Les aparents referències a la inferioritat del poeta poden ser simplement part de la retòrica de submissió amorosa. Una teoria alternativa, molt coneguda arran del relat d'Oscar Wilde El retrat de W. H., assenyala una sèrie de jocs de paraules que suggereixen que els sonets estan escrits a un noi actor anomenat William Hughes; tanmateix, a la mateixa història de Wilde s'hi reconeix que no hi ha evidències de l'existència de tal figura històrica. Samuel Butler va creure que l'amic va ser un mariner, i recentment Joseph Pequigney diu que potser va ser un desconegut plebeu.

### La Dama Fosca

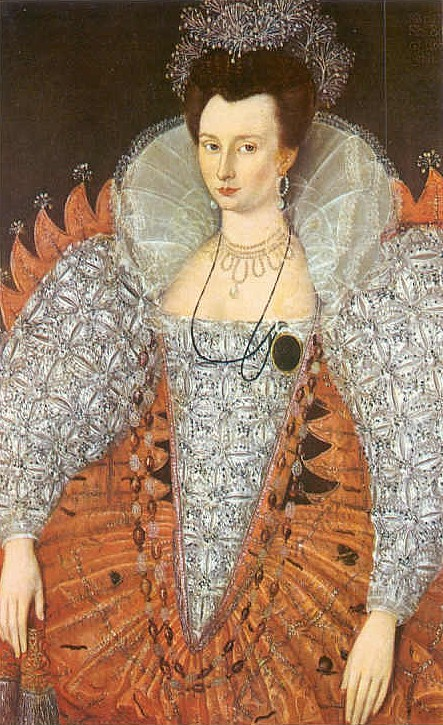
Mary Fitton (1578-1647) c. 1618.

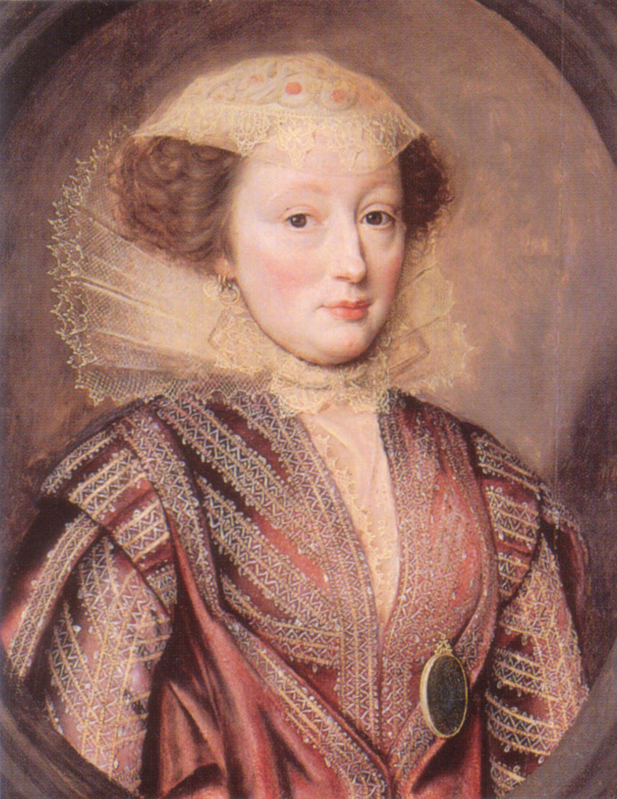
Elizabeth Wriothesley, comtessa de Southampton (1572-1659) c. 1618.

Els sonets 127 al 152 estan adreçats a una dona comunament anomenada the Dark Lady, de cabells negres. Això suposa una inversió respecte al model femení cantat fins aleshores, els casos de Laura o Beatrice, de cabells d'or i pell clara.
Sonet CXXVII
El negre, abans, no era considerat bonic
o almenys el nom de la beutat no el posseïa;
pro ara de la beutat n'és l'hereu i l'amic,
i a la beutat li donen el nom de bastardia.

D'ençà que tota mà usurpa la natura,
creant bellesa amb un art fals i manllevat,
ara, sense cap nom ni sagrada clausura,
la bellesa ha de viure en un lloc profanat.

La meva amant té els ulls negres com el carbó
i, com que el front s'hi avé, confegeixen laments
per les que amb colors clars punyen la creació,
ja que, no sent boniques, es posen pintaments.

Però els laments són bells i avui tothom alena
que la bellesa hauria de ser sempre morena.
(© Els sonets de Shakespeare, William Shakespeare, traducció de Salvador Oliva, Editorial Empúries, Barcelona, 2002)
Segons en Salvador Oliva...
«El segon [bloc] comprèn les vint-i-set [composicions] restants, del sonet 127 al 152, en els quals el tema dominant és la subjecció sexual (i sobretot la impossibilitat de deseixir-se'n) que el poeta sent per una dona morena, l'enigmàtica dark lady».
Sonet CXXIX
Desgast de l'esperit, despesa vergonyosa
és l'acte de luxúria; i mentre espera l'acte,
la luxúria és perjura, culpable sangonosa,
excessiva i cruel, i no s'hi pot fer pacte.

És, després d'obtinguda, menyspreada i mesquina;
perseguida amb follia, és al cap d'un instant
amb follia odiada, igual que una metzina
preparada a propòsit per enfollir l'amant.

Boja quan persegueix i boja posseint,
tant abans, com durant, com després, excessiva;
en tenir-la, delícia i, obtinguda, polsim;
primer joia, després, un somni a la deriva.

Tothom ho sap; però cap home té el govern
de fugir d'aquest cel que ens porta a aquest infern.
© (Els sonets de Shakespeare, William Shakespeare, traducció de Salvador Oliva, Editorial Empúries, Barcelona, 2002)

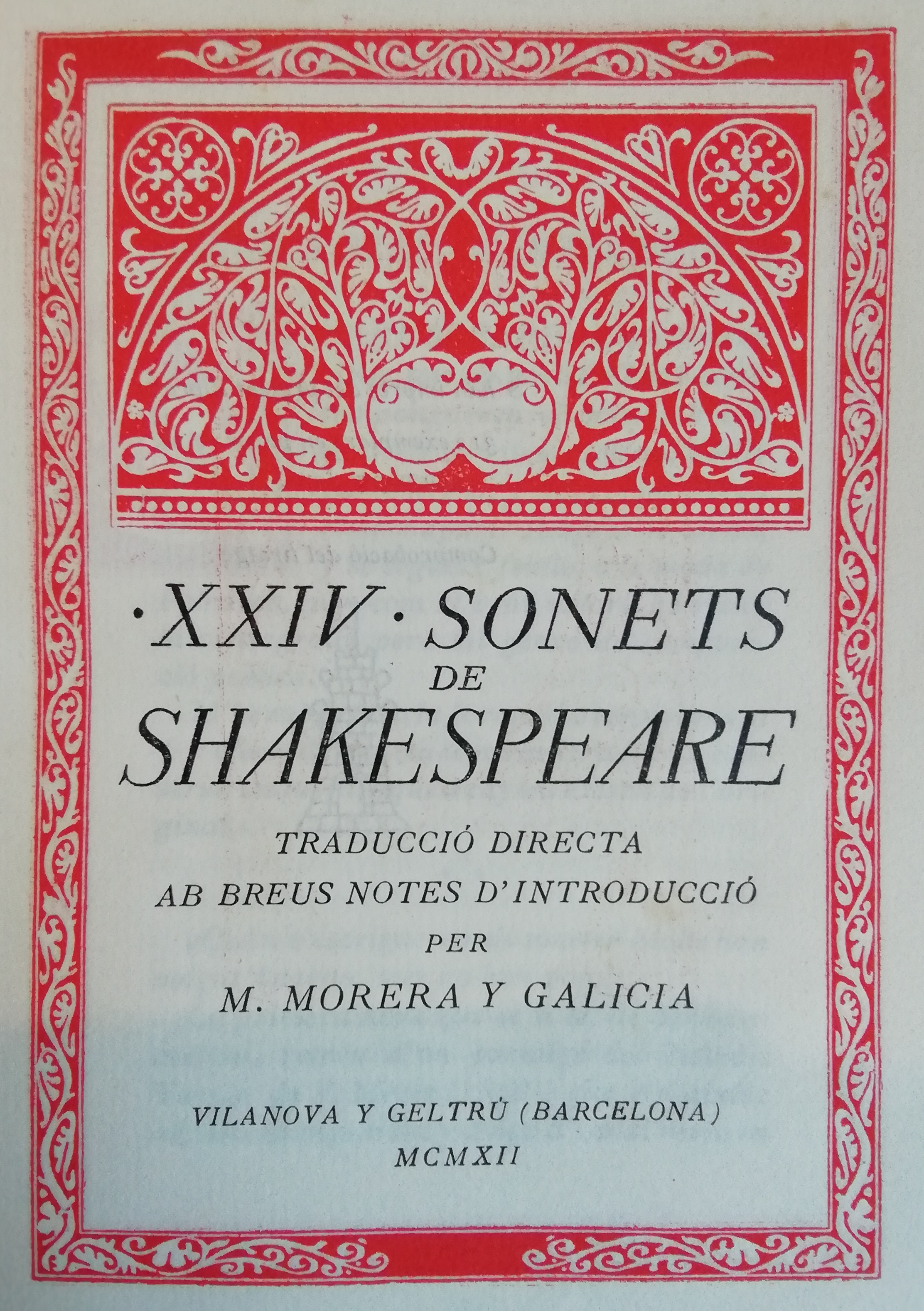
Traducció catalana de XXIV Sonets de William Shakespeare publicada l'any 1912

Això implicaria que el poeta dels sonets i la Dark Lady tenen un afer apassionat que alhora era deslleial, potser amb el Jove Ros. El poeta, molt crític amb ell mateix, es descriu com a calb i d'edat madura.
Molts esforços han estat realitzats per identificar la Dark Lady amb alguna personalitat històrica, per exemple amb Mary Fitton o la poetessa Emilia Lanier, qui va ser la candidata favorita de Rowse, tot i que cap de les dues encaixa amb la descripció de l'autor. També ha estat identificada amb Elizabeth Wriothesley, comtessa de Southampton.
Alguns lectors han suggerit que la referència a la pell bruna i als negres rínxols... del cap indiquen que era una descendent africana, ja que el tret descrit és únicament africà (segons es diu a la novel·la sobre Shakespeare d'Anthony Burgess Nothing Like the Sun). D'altres, però, mantenen que la Dark Lady és merament un personatge de ficció que realment mai no va existir, i suggereixen que la foscor de la dama no s'ha d'entendre literalment, sinó que representa les forces fosques de la luxúria psíquica en oposició a l'ideal platònic de l'amor associat amb el Jove Ros. Finalment, alguns l'han identificada amb l'Hèrmia de l'obra Somni d'una nit d'estiu, qui també hi és descrita com a morena de cabells.
El poeta romàntic anglès William Wordsworth quedava molt indiferent amb els poemes de la Dark Lady; va escriure que...
Aquests sonets, començant pel 127, a la seva dama, són pitjors que un trencaclosques barat. Són abominablement difícils, foscos i sense valor. Els altres són generalment molt millors, tenen força bons versos, molts versos i passatges bons. També hi ha en molts llocs escalfor apassionada. Les seves petites faltes, i les grans, són la repetitivitat, el tedi, l'enormitat i l'elaborada obscuritat.
Encara en la línia de la crítica, el mateix Salvador Oliva, a la seva traducció del sonets de l'any 2003, deia que...
«els sonets 153 i 154 no tenen res a veure amb cap dels dos blocs esmentats i formes un afegitó estrany que, cínicament parlant, sembla propaganda de balneari».

### El Poeta Rival

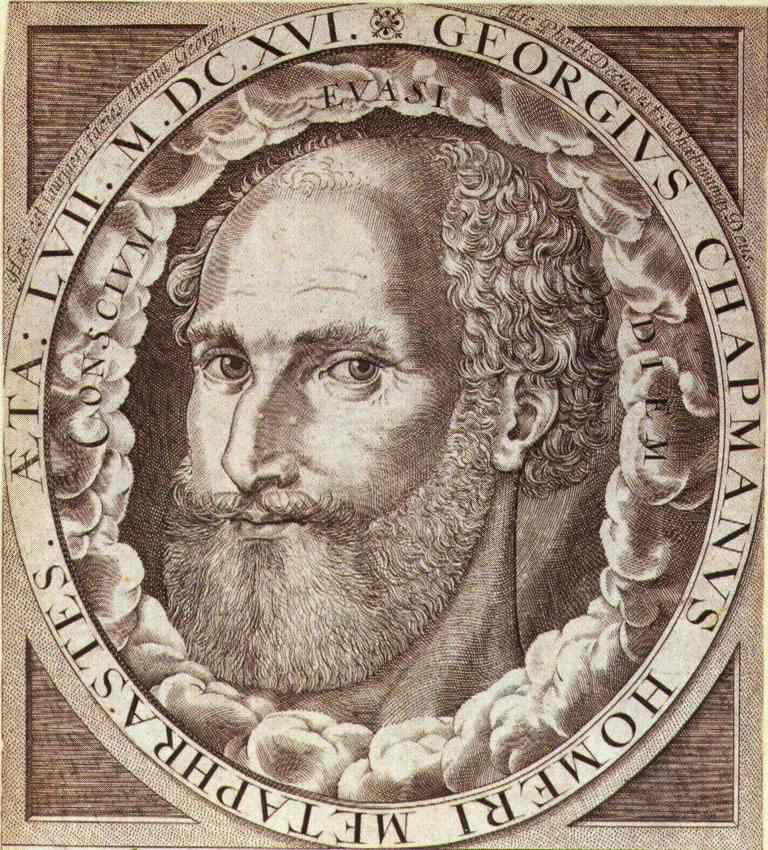
El poeta, dramaturg i traductor George Chapman (1559-1634), l'altre candidat a ser el Rival Poet.

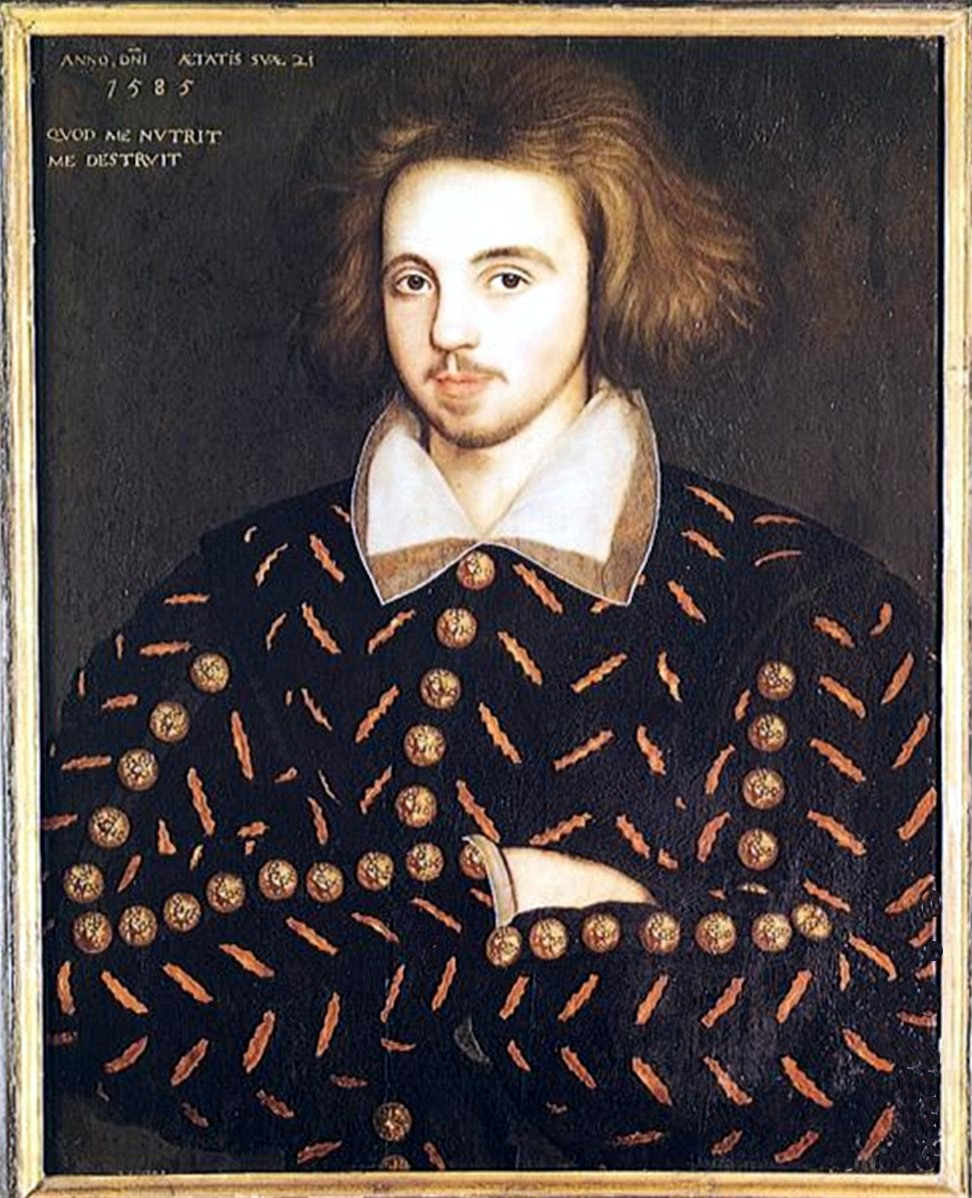
Christopher Marlowe, potser el Rival Poet, al Corpus Christi College de la Universitat de Cambridge.

El Poeta Rival (Rival Poet) és de vegades identificat amb Christopher Marlowe o George Chapman, però no hi ha cap prova de pes que el personatge fos una figura històrica. El poeta veu el rival com a competidor per la fama i el patronatge. Els sonets més comunament identificats amb el tema del Poeta Rival existeixen dins la sèrie dels Ros Jove als sonets 78 al 86.
Sonet LXXX
Quan escric sobre tu, m'envaeix el temor,
sabent que hi ha una ment millor que usa el teu nom
i, en la teva lloança, hi posa tal vigor
que em deixa mut, quan veig que canta el teu renom!

Però, ja que el teu mèrit, immens com l'oceà,
permet que el solquin els vaixells petits i els grans,
la meva barca, més inferior, voldrà
navegar per les teves onades triomfants.

Un teu petit ajut ja em mantindrà surant
quan ell solqui pels teus abismes sense fons;
si naufrago, el meu bot és molt poc important;
el d'ell és un navili d'immenses dimensions.

Si jo m'enfonso, doncs, i ell arriba a bon port,
hauré de dir: «L'amor m'ha dut cap a la mort».
(© Els sonets de Shakespeare, William Shakespeare,
traducció de Salvador Oliva, Editorial Empúries, Barcelona, 2002)

## Temes
Una interpretació dels poemes és que els sonets de Shakespeare són en part una imitació, un escarni de la tradició de tres segles dels poemes d'amor petrarquistes; Shakespeare conscientment invertiria les convencions de gènere creats en els sonets de Petrarca per crear una representació de l'amor humà més complexa i potencialment problemàtica. Per exemple, en aquest sonet Shakespeare capgira el tòpic que compara l'estimada amb elements de la naturalesa:
Sonet CXXX
La meva amant té un ulls que estan lluny de ser un sol;
el vermell dels seus llavis ho és molt menys que el corall.
Els seus pits no són blancs com la neu, i no em dol.
Si els seus cabells són fils, negre n'és l'escampall.

Són blanques i vermelles les roses damasquines,
però, a les seves galtes, no hi veig roses així;
hi ha en molts perfums delícies i olors molt més divines
que les del seu alè quan és ben prop de mi.

M'agrada quan la sento parlar, pro sé molt bé
que la música sona amb un so molt més dolç.
No sé pas com caminen les dees; ara bé,
la meva amant camina trepitjant terra i pols.

I tot i això, pel cel, és molt més excel·lent
que les que símils falsos descriuen falsament.
(© Els sonets de Shakespeare, William Shakespeare, traducció de Salvador Oliva, Editorial Empúries, Barcelona, 2002)
Shakespeare també va violar moltes regles dels sonets que havien estat estrictament obeïdes pels seus col·legues poetes: parla sobre els mals humans que no tenen res a veure amb l'amor, comenta esdeveniments polítics, fa broma de l'amor, escarneix la bellesa, juga amb els rols de gènere, parla obertament de sexe i fins i tot presenta pornografia enginyosa.

## Llegat i influència

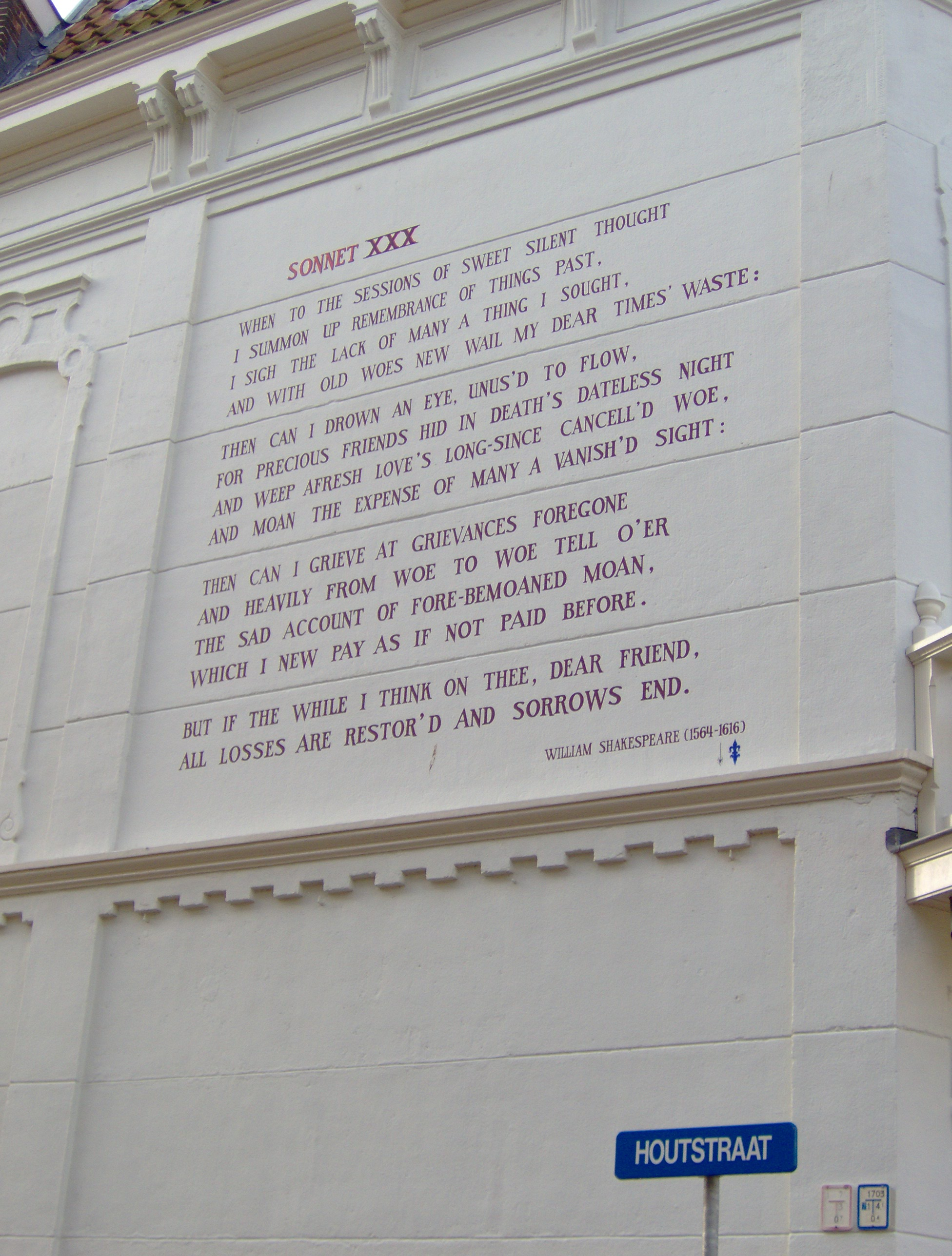
Els sonets formen part del llegat universal i popular. Sonet XXX, esculpit en un carrer de Rapenburg.

Mentre que l'obra dramàtica de l'anglès ja començà a ser revalorada durant el romanticisme, i d'aleshores ençà els entesos n'han omplert milers de pàgines i l'activitat teatral shakespeariana no ha cessat mai (muntatges, assajos, òperes, ballets, etc.), per contra la recepció dels sonets ha estat desigual al llarg de la història i probablement avui el lector està més capacitat per entendre’ls. Durant el segle xviii, la reputació del poemari va ser relativament baixa: encara al 1805 la revista The Critical Review tenia el de Milton com a mostra més perfecta de sonet anglès. No va ser fins al segle xx que els sonets van augmentar ràpidament de reputació, primerament entre els anglosaxons, amb poetes i estudiosos com Tucker, W. H. Auden o Onions, que comencen a parar-hi atenció. Segons Salvador Oliva, una de les raons que explicaria aquesta predisposició per capir els sonets és anàloga a la que va permetre al segle xix entendre’n el teatre: la consideració positiva que es fa actualment de l'estètica barroca ja no es considera cap impediment per arribar al món que cada obra proposa; al contrari, en el cas dels sonets, s'ha acceptat que l'artifici és perfectament compatible amb l'expressió de la passió amorosa. I no solament això, sinó que, per crear un món amb capacitat d'esperonar la imaginació del lector o contemplador, l'artifici no és un fre, sinó un motor. Actualment, són considerats un dels cims de la literatura poètica amorosa de tots els temps. El ressò del sonets en la cultura universal es demostra pel nombre de traduccions que se n'han fet. No hi ha una llengua important de cultura en què no hagin estat traduïts, incloent-hi el llatí, turc, japonès o esperanto. En català, la primera traducció és del 1928.
Apareguts al final de l'era del sonet petrarquista, els de Shakespeare poden també ser vistos com el prototipus, o, fins i tot, l'inici d'un nou tipus de poesia moderna amorosa.

### Edicions modernes
Atès que els sonets, com tota l'obra de Shakespeare, són de domini públic, han estat impresos en força edicions:
- Martin Seymour-Smith (1963) Shakespeare's Sonnets (Oxford, Heinemann Educational)
- Stephen Booth (1977) Shakespeare's Sonnets (Yale)
- W G Ingram and Theodore Redpath (1978) Shakespeare's Sonnets, 2nd Edition
- John Kerrigan (1986) The Sonnets and a Lover's Complaint (Penguin)
- Katherine Duncan-Jones (1997) Shakespeare's Sonnets (Arden Edition, Third Series)
- Helen Vendler (1997) The Art of Shakespeare's Sonnets
- Colin Burrow (2002) The Complete Sonnets and Poems (Oxford, Oxford University Press)
- Nigel Tomm (2006) Shakespeare’s Sonnets Remixed (BookSurge)

### Edicions catalanes
- Sonets. Ed. bilingüe. Traducció d'Artur Rodríguez, Createspace Independent Publishing Platform, 2016. ISBN-10: 1530874823 ISBN-13: 978-1530874828.
- Sonets d'Amor. Traducció de Salvador Damià Insa. Editorial Inverso. 2016
- Sonets. Traducció de Txema Martínez. 6è Premi Jordi Domènech. Editorial Eumo en coedició amb Cafè Central, 2010. ISBN 978-84-9766-382-3.
- Els Sonets. Ed. bilingüe, Traduïts per Salvador Oliva, Edicions 62, 2002. Premi Ciutat de Barcelona. ISBN 84-7596-990-9.
- Tots els sonets de Shakespeare. Traducció de Gerard Vergés, Columna Edicions, 2001 (3a ed.). Premi Serra d'Or de traducció poètica.
- 40 sonets de Shakespeare. Versió de Joan Triadú, Enciclopèdia Catalana, 1993.ISBN 84-7739-590-X
- Els sonets de Shakespeare. Traducció de Carme Montoriol i Puig; Llibreria Verdaguer, Barcelona, 1928.
- Selecta de sonets de Shakespeare. Traducció de Magí Morera i Galícia. Oliva impressor. Vilanova i la Geltrú, 1913. Inclosos també a: Obra poètica completa. Magí Morera i Galícia; Biblioteca Literària de Ponent, 2001, ISBN 84-8409-120-1 · ISBN 978-84-8409-120-2; i a Selecta de sonets de Shakespeare - Líriques de Shakespeare, Editorial Barcino, 2006, ISBN 9788472268012.